# Kungariket Jugoslavien
Kungariket Jugoslavien (serbokroatiska: Краљевина Југославија/Kraljevina Jugoslavija) var ett kungadöme i sydöstra Europa som existerade från slutet av första världskriget till andra världskriget. Mellan 1918 och 1929 hette landet Serbernas, kroaternas och slovenernas kungarike. Landet omfattade dagens Serbien, Bosnien och Hercegovina, Kosovo, Montenegro, Nordmakedonien och största delarna av Kroatien och Slovenien förutom deras nordvästliga respektive västra delar.

## Kungarikets skapelse
Kungariket Jugoslavien bildades den 1 december 1918 under namnet Serbernas, kroaternas och slovenernas kungarike, ofta förkortat SHS:s kungarike. Det nya kungariket proklamerades av kronprins Aleksandar Karađorđević, son till Peter I av Serbien. Det nya landet bildades genom att Kungariket Serbien gick samman med den endast två månader gamla Slovenernas, kroaternas och serbernas stat. Kungariket Serbien hade då redan dessutom erhållit Vojvodina och Baranja från Österrike-Ungern, förenats med kungariket Montenegro och redan innan första världskriget, som ett resultat av Balkankrigen, erhållit Makedonien. Detta följde den överenskommelse som skett på Korfu under juni och juli 1917 mellan Kungariket Serbiens regering och den jugoslaviska kommittén som bestod av representanter för serber, kroater och slovener från Österrike-Ungern. Någon folkomröstning om en förening av områdena hölls aldrig. 
Kungariket Jugoslavien gränsade till Italien och Österrike i nordväst, Ungern i norr, Rumänien och Bulgarien i öster, Grekland och Albanien i söder och Adriatiska havet i väster.
Flera av de nya gränsdragningarna blev omtvistade. Efter att gränsstrider uppstod i Kärnten mellan österrikiska och jugoslaviska trupper 1918 och 1919 hölls en folkomröstning i området som delade Kärnten mellan de båda staterna. Staden Zadar i Dalmatien och några öar i Adriatiska havet hade givits till Italien i Versaillesfreden. Staden Rijeka hade fått status som fri handelsstad men ockuperades snart av italienska trupper och införlivades 1924 med Italien. Spänningarna om de nya gränsdragningarna fortsatte dock, då Italien krävde mer av den dalmatiska kusten och Jugoslavien krävde Istrien som tillfallit Italien, men som beboddes av en stor del kroater och slovener.

## Politiska situationen

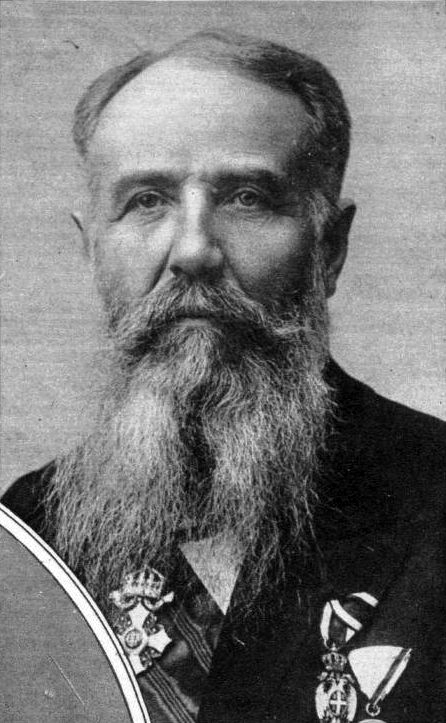
Nikola Pašić

Då den nybildade staten omformade konstitutionen och drev igenom de nya lagarna om hur det gemensamma parlamentet skulle utformas uppstod flera problem. Folkets rådsförsamling från Sloveners, kroaters och serbers stat och Kungariket Serbiens parlament beslöt att innan representanter till Representantförsamlingen kunde väljas skulle landet ledas av Provinsförsamlingen, ledda av den serbiske politikern Nikola Pašić. Detta godtog dock inte kungen, vilket utlöste en regeringskris i landet och man var tvungen att välja en ny representant att leda Provinsförsamlingen. Valet föll på Stojan Protić, även han från Pašićs Radikala partiet och den temporära församlingen påbörjade  sitt arbete den 20 december 1918. Under perioden före valet till Konstitutionsförsamlingen styrdes landet av Provinsförsamlingen som bestod av alla valda representanter från alla regioner vid fredsslutet. En bred allians utgjorde även den serbiska oppositionen och politiska partier från det forna Österrike-Ungern som bildade ett nytt parti kallat Demokratiska partiet. Dessa kom att dominera Provinsförsamlingen.
Frågan om centraliseringen kom att bli den avgörande frågan för regeringsbildandet under en längre tid. Detta ledde till att bland annat de kroatiska delegaterna gick över i opposition från Demokratiska partiet. Dock var Radikala partiet i minoritet och Protić kände sig tvungen att lämna in sin avskedsansökan. Demokratiska partiet, under Ljubomir Davidović, gick då i koalition med Socialdemokraterna och bildade trots minoritet i Representantförsamlingen. Oppositionen  bojkottade Representantförsamlingen och Davidović lämnade in sin avskedsansökan. Davidović kom dock att i direkt följd återigen bilda en ny regering sedan ingen annan kunde forma en ny. Sedan oppositionen fortsatte sin bojkott var Davidović tvungen att besluta de nya förslagen utan oppositionen. Han framförde en förfrågan till kung Peter I om omedelbara val till den nya Konstitutionsförsamlingen, då situationen var ohållbar. Då kungen vägrade kände Davidović att han inte hade något annat val och lämnade in sin avskedsansökan igen. Stojan Protić kom återigen att bilda regering med löften om mindre centralisering och landreformer. Sedan flera individuella representanter bytte sida hade nu Protić en majoritet i församlingen. Dock bojkottade nu istället Demokratiska partiet och Socialdemokraterna församlingen. Detta försatte Protićs regering i ett svårt läge men under 1920 skedde flera strejker, bland annat bland järnvägsarbetarna, och läget i landet var instabilt. Detta ledde till ett närmande mellan de två blocken. Protić lämnade sin post för att ge plats åt den mera neutrala Milenko Vesnić. Socialdemokraterna följde dock inte Demokratiska partiet, som en protest mot den aggressiva politik som delades av de andra mot kommunismen.
Den tidigare frågan om centralisering fortsatte att vara den mest svårlösta frågan. Demokratiska partiet fortsatte att arbeta emot Radikala partiet och Vesnić använde detta som en ursäkt till att upplösa regeringen. Det ledde till en överenskommelse mellan Radikala partiet och Demokratiska partiet där radikalerna accepterade en ökad centralisering. Kroatiska förbundet och Sloveniens folkparti var mycket missnöjda med överenskommelsen och fick stöd av Protić som återigen lämnade in sin avskedsansökan. I september 1920 bröt dessutom ett bondeuppror ut i Kroatien mot den nya regeringens planer på centralisering och missnöjet riktade sig främst mot ministern Svetozar Pribićević.
Ett nytt problem dök snart upp. Vid den tidigare överenskommelsen hade det beslutats att allmän rösträtt skulle gälla, en röst per myndig invånare. Dock hade inga beslut fattats om kvinnors rösträtt. När kvinnorörelsen började göra anspråk på att få rösträtt fick de stöd från Sloveniens folkparti och Socialdemokraterna, medan Radikala partiet var emot. Demokratiska partiet var intresserat av att ge sitt stöd till förslaget men var inte tillräckligt motiverade att göra detta till en avgörande fråga och förslaget föll. Proportionerlig representation blev accepterad men i praktiken gjorde valsystemet (d’Hondts metod) att större partier och partier med stark lokal förankring gynnades.
Valet hölls den 28 november 1920 och utgången blev att Demokratiska partiet fick flest platser i det nya parlamentet, tätt följt av Radikala partiet. Detta var dock en förlust för demokraterna som varit dominerande i Provinsförsamlingen. Båda partierna hade svagt stöd i de regioner som tidigare varit delar av Österrike-Ungern, men detta gjorde mindre för Radikala partiet som öppet drivit sin valkampanj som ett serbiskt parti. De två starkaste framgångarna hade Kroatiska bondepartiet och kommunisterna i Makedonien gjort, som båda var starkt för decentralisering. Övriga platser i parlamentet hölls av mindre partier som även de var emot centralisering. Detta ställde Nikola Pasić i en stark position då Demokratiska partiet nu blev tvungna att liera sig med Radikala partiet om de ville nå centraliseringen. Dock var Pasić noga med att behålla goda relationer med den kroatiska oppositionen för andra eventuella optioner. De två största partierna var dock inte starka nog själva att nå majoritet men lierade sig med Jugoslaviska Muslimska Organisationen som sökte bevara Bosniens interna gränser och muslimska landägares äganderätt till jordbruksmarken i Bosnien.
Kroatiska bondepartiet vägrade svära trohetsed mot kungen, då de ansåg att monarkins varande endast kunde bestämmas genom en konstitutionell omröstning i parlamentet. Detta ledde till att de inte kunde inta sina platser i parlamentet. Dock kunde enkel majoritet nås i parlamentet för den nya konstitutionen som antogs den 28 juni 1921 då även en ny administrativ indelning av landet antogs. Den 16 augusti dog kung Peter I och han efterträddes av sin son Alexander I av Jugoslavien.
Den nya regeringen försökte integrera de olika regionerna och sätta fart på ekonomin i det nya landet men de många regionerna med ett stort antal etniska folkgrupper, språk och religioner var redan misstänksamma mot sina nya landsmän vilket gjorde arbetet med integrationen svårt.
Den serbdominerade politiken väckte missnöje hos de andra folkgrupperna och Kroatiska bondepartiet, lett av Stjepan Radić, var en av de starkaste motståndarna till centraliseringen till Kungariket Serbien. Radić fängslades även av politiska anledningar men släpptes 1925 och återtog sin plats i parlamentet. 
Under våren 1928 förekom hätska debatter mellan Radić och Svetozar Pribićević i parlamentet. Detta ledde till en nationalistisk opposition i Kungariket Serbien men provocerade även fram våldsreaktioner hos majoriteten i parlamentet, vilket inkluderade dödshot. Den 20 juni 1928 sköt en montenegrin från majoriteten i parlamentet vid namn Puniša Račić ner fem medlemmar från Kroatiska bondepartiet, däribland dess partiledare Stjepan Radić. Två dog omedelbart medan Radić sårades svårt och avled den 8 oktober. Oppositionen vägrade sedan att åter tillträda sina platser i parlamentet som varit platsen där flera av deras folkvalda blivit mördade och yrkade på omval. Den 1 augusti 1928 hölls ett möte i Zagreb där de krävde att Jugoslaviens konstitution skulle göras om från början.

## Kunglig diktatur

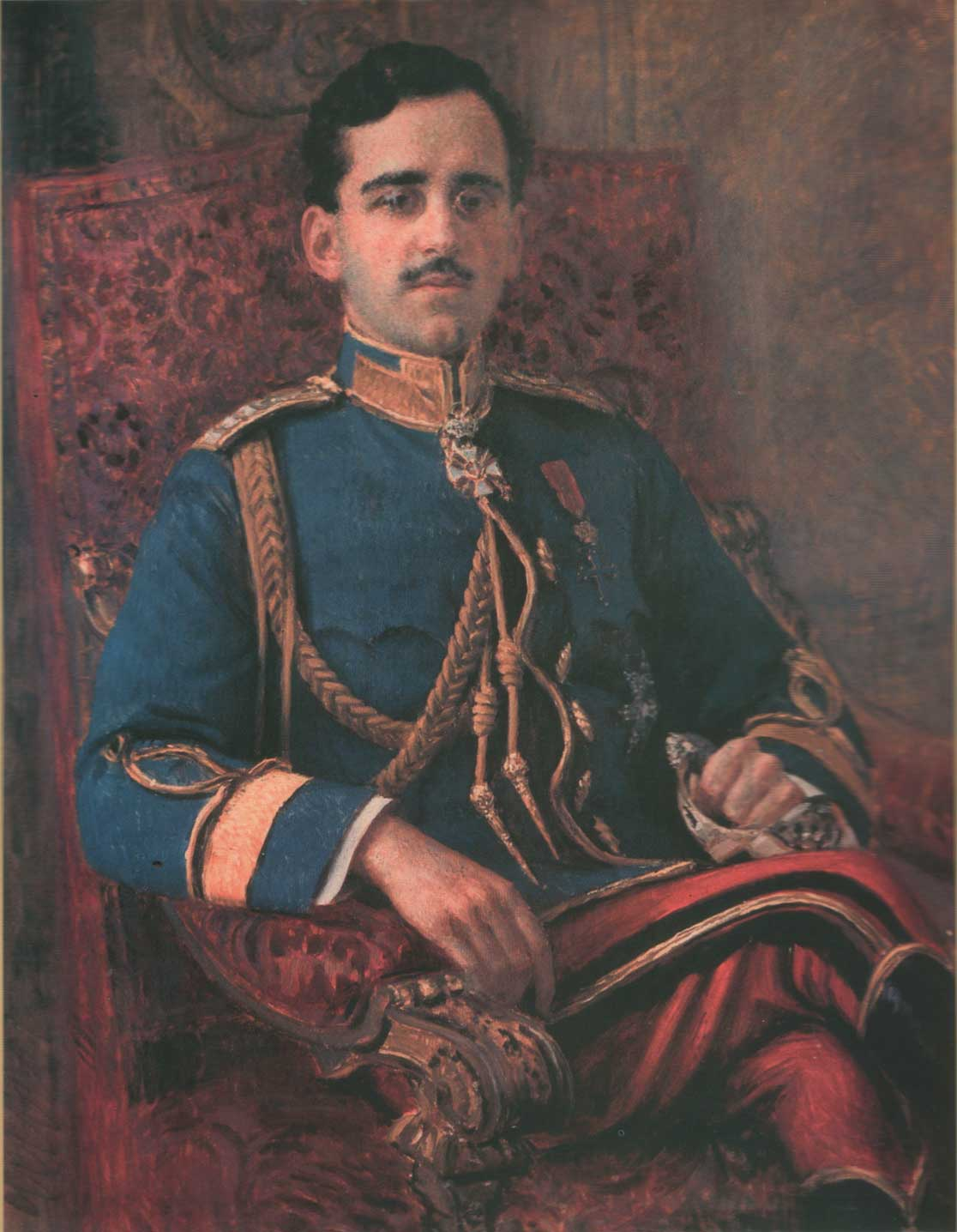
Kung Aleksandar I av Jugoslavien

Snart därefter, den 6 januari 1929, med den politiska krisen i landet efter morden i parlamentet som motivering upplöste kung Alexander I av Jugoslavien konstitutionen och införde personlig kungadiktatur. Parlamentet blev därmed utan funktion, och bland de övriga förändringar som gjordes var en ny administrativ indelning av landet i nio stycken banat (administrativa områden) och att landet fick det nya namnet Kungariket Jugoslavien.
Kung Alexander bedrev en aktiv utrikespolitik. Han slöt vänskapsförbund med Storbritannien och Frankrike, för att gardera sig mot Italiens expansionspolitik. Dessa varade mellan 1920 och 1934. Han garderade sig även för Ungerns expansionspolitik genom att ingå en pakt kallad lilla ententen med Tjeckoslovakien och Rumänien 1920 och 1921. Balkanpakten skapades 1934 med Grekland, Rumänien och Turkiet för att skapa balans och stabilitet på Balkan. Förutom Italien och Ungern, ansågs Albanien och Bulgarien bedriva expansionspolitik.
År 1931 införde kung Alexander en ny konstitution, vilken gav kungen avgörande makt, även om allmänna val (som dock fortfarande inte inkluderade kvinnor) skulle hållas till parlamentet. Halva överhuset i parlamentet skulle utses direkt av kungen. Dessutom kunde lagar träda i kraft om endast ett av husen i parlamentet röstat för den nya lagen, så länge som kungen godkände den.
Den kroatiska oppositionen mot den nya konstitutionen var stark och 1932 utfärdade Kroatiska bondepartiet ett manifest för att försöka få slut på den serbdominerade politiken och diktaturen. Belgrad svarade med att fängsla många politiska opponenter, vilket inkluderade Kroatiska Bondepartiets ledare Vladko Maček. Under 1934 planerade kung Alexander att frige Maček och införa demokratiska reformer och förbättra relationerna mellan serber och kroater.
Dock blev kung Alexander mördad den 9 oktober 1934 i Marseille vid ett officiellt statsbesök, tillsammans med den franska utrikesministern Louis Barthou. Mördaren var Vlado Tjernozemski som var medlem i den makedonska organisationen VMRO. VMRO samarbetade med bland andra Ustaša och andra jugoslaviska radikala exil-organisationer som blivit förbjudna i hemlandet. Eftersom Alexanders son, Peter II av Jugoslavien, endast var elva år vid faderns död tillsattes en förmyndarregering under hans kusin Paul av Jugoslavien.
Under slutet av 1930-talet fortsatte spänningarna mellan serber och kroater att stiga då de sökte att skapa etniskt baserade federala administrativa regioner. Serberna ville ha Makedonien, Vojvodina och Montenegro medan kroaterna ville ha Dalmatien och delar av Vojvodina. Båda sidor gjorde anspråk på områden i Bosnien och Hercegovina som hade en majoritet av bosniakiska muslimer. Nazitysklands expansion 1938 gav idéerna luft under vingarna och i ett försök att lösa konflikten utsåg prins Paul Dragiša Cvetković till premiärminister och Vladko Maček blev sedan vice premiärminister. Detta ledde till skapandet av den autonoma banovina Kroatien 1939 med sitt eget parlament (sabor) och en ban (guvernör) som var underställd kungen. Dessa förändringar var inte serberna till glädje. De oroade sig för den serbiska minoritetens situation i det nyskapade banovina Kroatien och önskade större områden i Bosnien-Hercegovina. Det nationalextremistiska Ustaša i Kroatien var även de missnöjda med alla överenskommelser som inte innebar ett självständigt Kroatien och som inte samtidigt inkluderade hela Bosnien-Hercegovina.

## Kungariket Jugoslavien under andra världskriget och dess undergång

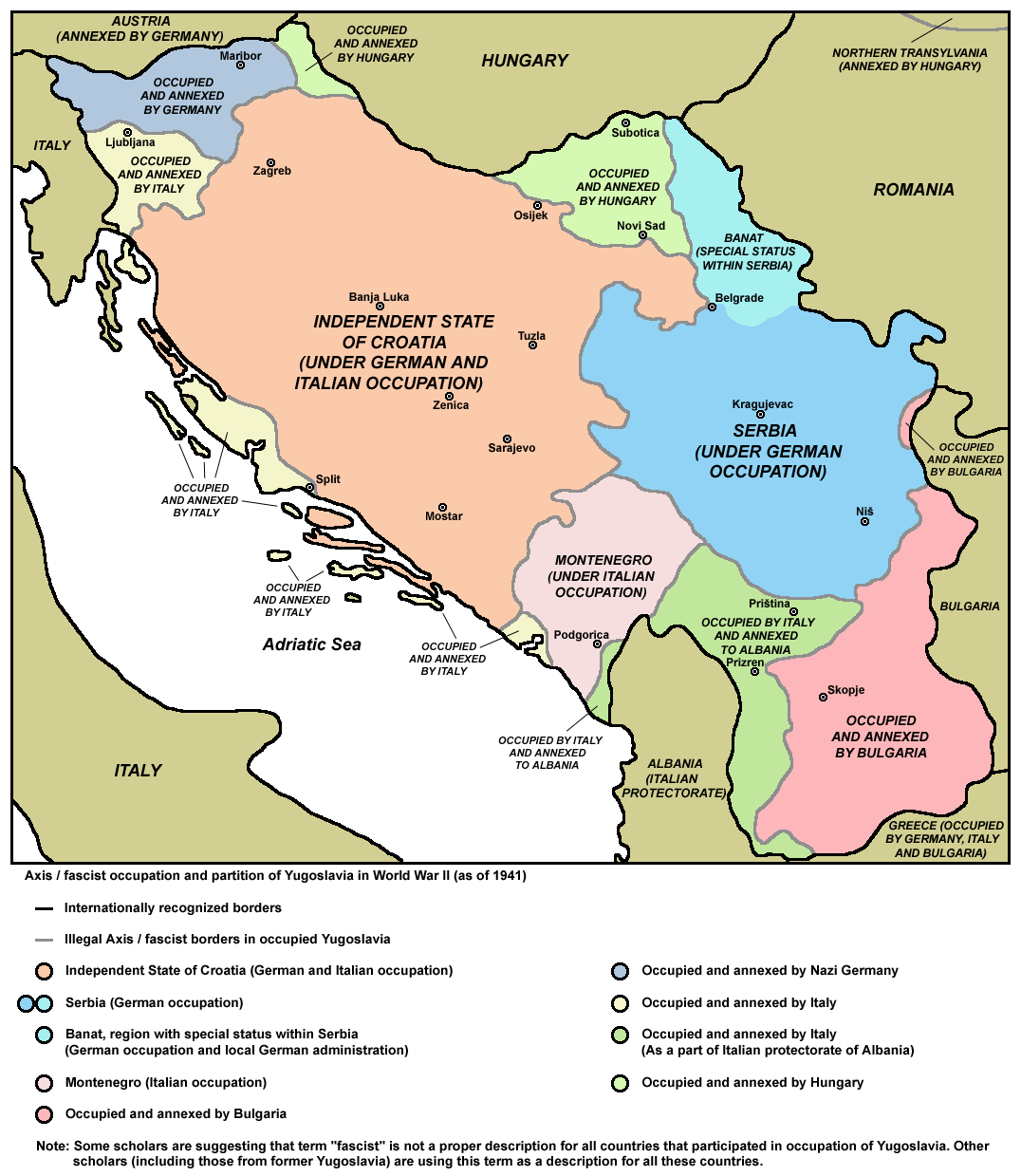

Av rädsla för att axelmakterna skulle inleda en invasion och för att bli indragen i andra världskriget skrev prins Paul under tremaktspakten den 25 mars 1941 och bad landet om att samarbeta med axelmakterna. På grund av detta beslut utlöstes stora demonstrationer i Belgrad och förmyndarregeringen blev störtad i en militärkupp den 27 mars, som understöddes av britterna. Den 17-årige kung Peter II av Jugoslavien grep makten tillsammans med militären och drog sig de facto ur tremaktspakten. Trots att den nya regeringen var öppen emot Tyskland var de rädda att Adolf Hitler skulle anfalla Jugoslavien och att Storbritannien inte kunde erbjuda något aktivt stöd. Axelmakterna anföll Jugoslavien den 6 april 1941 och kunde snabbt erövra landet, som trots ockupationen fortsatte bjuda aktivt motstånd. Kungafamiljen flydde med brittisk hjälp till Kenya och sedan till London, där de organiserade en exilregering.
Ockupationsmakterna Tyskland, Italien (med Albanien), Ungern och Bulgarien delade nu upp Jugoslavien i flera entiteter. Dessutom upprättades den oberoende staten Kroatien (kallad NDH). En liten del formade en serbisk stat under Milan Nedić som fortfarande erkände kung Peter II av Jugoslavien. Peter II, som var i exil, var erkänd som hela landets kung av de allierade men allteftersom kriget fortskred hamnade den verkliga makten hos partisanerna och kommunisterna. Den 16 juni 1944 skrevs ett avtal  mellan exilregeringen och partisanerna som sammanfogade den de facto- och de jure-makten i landet.
I början av 1945 hade tyskarna drivits ut ur hela det forna kungariket Jugoslavien och på order från de allierade i väst återupprättades monarkin officiellt. Dock innehade kommunisterna under Josip Broz, även känd som Tito, den faktiska makten i landet och en republik utropades den 2 december varefter landet fick det nya namnet Federala folkrepubliken Jugoslavien. Jugoslavien expanderade territoriellt efter kriget på Italiens bekostad, då bland annat städerna Zadar och Rijeka, landskapet Istrien samt östra Gorizia blev delar av Jugoslavien.

## Administrativ indelning
Jugoslavien delades in i nio stycken banat, mellan 1929 och 1941. Från 1918 hade landet delats in i 33 mindre regioner men kung Alexander I av Jugoslavien ville ha en ny administrativ indelning som helt skilde sig från de historiska provinserna för att öka integrationen mellan folkgrupperna i det multietniska Jugoslavien. Alla banat fick namn efter floder. 
Från 1939 utgjorde Sava och Primorska, tillsammans med delar från Vrbas, Zeta, Donau och Drina, banatet Kroatien. Huvudstad var precis som i banatet Sava Zagreb.
- Drava (gul), huvudstad Ljubljana
- Sava (röd), huvudstad Zagreb
- Primorska (lila), huvudstad Split
- Vrbas (grön), huvudstad Banja Luka
- Drina (orange), huvudstad Sarajevo
- Zeta (rosa), huvudstad Cetinje
- Donau (blå), huvudstad Novi Sad
- Morava (ljusgul), huvudstad Niš
- Vardar (ljusgrön), huvudstad Skopje

- Belgrad var inget banat men styrdes som en egen enhet.

## Demografi
Serber, kroater och slovener var konstitutionella folkgrupper före 1929 då de slogs samman till folkgruppen jugoslaver. Följande data är från folkräkningen 1921.
- Serbokroater: 8 911 509 (74,36 %)

Serber (inklusive montenegriner och makedonier): 44,57 %
Kroater: 23,5 %
Muslimska jugoslaver: 6,29 %
- Slovener: 1 019 997 (8,51 %)
- Tyskar: 505 790 (4,22 %)
- Ungrare: 467 658 (3,9 %)
- Albaner: 439 657 (3,67 %)
- Rumäner: 231 068 (1,93 %)
- Turkar: 150 322 (1,25 %)
- Tjecker och slovaker: 115 532 (0,96 %)
- Ruthensare: 25 615 (0,21 %)
- Ryssar: 20 568 (0,17 %)
- Polacker: 14 764 (0,12 %)
- Italienare: 12 553 (0,11 %)
- Övriga: 69 878 (0,58 %)

### Etniska grupper
- Jugoslaver: 82,87 %
- Tyskar: 4,22 %
- Ungrare: 3,90 %
- Albaner: 3,67 %
- Rumäner: 1,93 %
- Turkar: 1,25 %
- Tjeckoslovaker: 0,96 %
- Rusiner: 0,21 %
- Ryssar: 0,17 %
- Polacker: 0,12 %
- Övriga: 0,69 %

### Religiösa grupper
- Kristna
  - Ortodoxa serber: 5 600 000
  - Katoliker: 4 700 000
  - Protestanter: 200 000
- Muslimer: 1 300 000
- Judar: 65 000